# Klaus Wedemeier
Klaus Wedemeier, né le 12 janvier 1944 à Hof-sur-Saale, est un homme politique allemand membre du Parti social-démocrate d'Allemagne (SPD).
Alors qu'il mène une carrière de commercial, il est élu en 1971 député au Bürgerschaft, où il devient huit ans plus tard président du groupe parlementaire social-démocrate.
En 1985, alors que Hans Koschnick démissionne après dix-huit ans au pouvoir, il est choisi pour prendre sa succession en tant que président du Sénat de Brême. S'il maintient la majorité absolue du SPD aux élections de 1987, il chute lourdement lors du scrutin de 1991 et se voit forcé de former une coalition avec les écologistes et les libéraux.
Son nouvel échec au cours des élections de 1995, qui voient les chrétiens-démocrates talonner les sociaux-démocrates, le conduit à renoncer à sa succession et se retirer de la vie politique.

## Biographie

### Jeunesse et formation
En 1956, ses parents décident de quitter sa ville natale, en Bavière, pour s'installer à Brême. Il suit alors une formation dans le commerce de gros et l'import-export.
Il devient employé commercial dans une compagnie d'électricité en 1961, puis mandataire commercial d'un constructeur immobilier huit ans plus tard.

### Ascension politique
Membre du SPD dès les années 1960, il est choisi en 1970 comme président des Jusos du Land de Brême. À l'occasion des élections du 10 octobre 1971, il se fait élire à 27 ans député au Bürgerschaft.
Il est promu à un poste de fondé de pouvoir au sein de sa société en 1972, et réélu pour un nouveau mandat parlementaire en 1975. En 1976, alors qu'il abandonne la présidence régionale des Jusos, il obtient un poste d'employé commercial dans une société de distribution alimentaire et prend la direction de la section du SPD sur le territoire de Brême-Ouest.
À la suite des élections du 7 octobre 1979, il est choisi à 35 ans pour prendre la succession d'Egon Kähler au poste de président du groupe parlementaire social-démocrate, qui totalise alors 52 députés sur 100. L'année suivante, il quitte la direction de sa section SPD.

### Président du Sénat de Brême

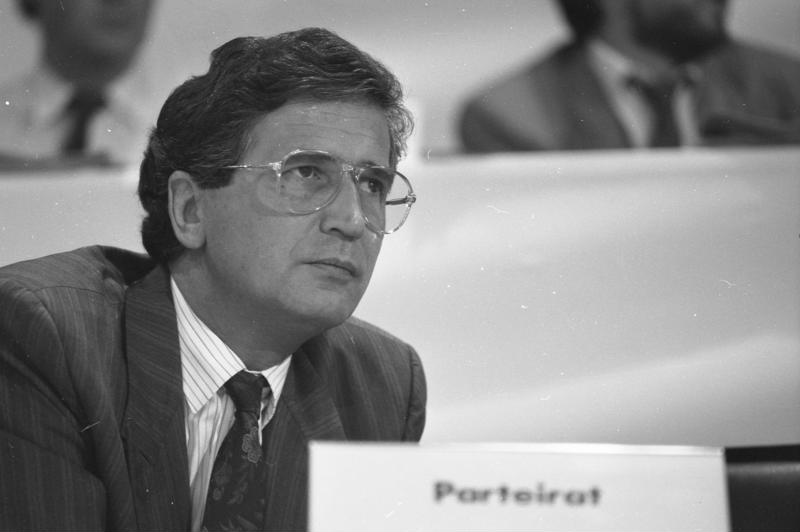
Klaus Wedemeier, au congrès fédéral du SPD, en septembre 1988.

#### Six ans de majorité absolue
Lorsque Hans Koschnick, au pouvoir depuis novembre 1967, annonce sa démission, Klaus Wedemeier est élu à sa succession en tant que président du Sénat de Brême et bourgmestre de Brême le 18 septembre 1985, à seulement 41 ans. Il constitue alors un gouvernement de onze sénateurs, dans lequel il est sénateurs aux Affaires ecclésiastiques et dont Henning Scherf devient vice-président.
Candidat à un nouveau mandat aux élections du 13 septembre 1987, il maintient la domination du SPD sur le Land, totalisant 50,5 % des suffrages et 54 députés sur 100. Dans son deuxième sénat, qu'il forme le 15 octobre, il nomme douze sénateurs et maintient Scherf à la vice-présidence. À partir du 7 février 1989, il est également sénateur au Travail.

#### La coalition en feu tricolore
Les élections du 29 septembre 1991 sont un coup de tonnerre pour les sociaux-démocrates. Le SPD ne réunit en effet que 38,3 % des suffrages exprimés, son plus mauvais score historique ; avec à peine 41 élus sur 100 au Bürgerschaft, il perd la majorité absolue dont il disposait depuis quarante ans. Suivant l'exemple de Manfred Stolpe dans le Land de Brandebourg l'année précédente, Klaus Wedemeier se maintient au pouvoir en mettant sur pied une « coalition en feu tricolore », qui rassemble son parti, l'Alliance 90 / Les Verts (Grünen) et le Parti libéral-démocrate (FDP). Le sénat Wedemeier III n'entre en fonction que deux mois et demi plus tard, le 11 décembre, et réunit dix sénateurs.
Le 1er novembre 1993, il prend pour un an la présidence tournante du Conseil fédéral.

### L'échec de 1995 et le retrait de la vie politique
Il essuie une nouvelle déroute à l'issue de son mandat, au cours des élections du 14 mai 1995.
Son parti tombe à 33,4 % et 37 députés, alors que l'Union chrétienne-démocrate d'Allemagne (CDU) pointe à 32,6 % et 37 élus. Bien qu'une « coalition rouge-verte » rassemble 51 sièges, soit l'exacte majorité absolue, Klaus Wedemeier renonce à entamer un quatrième mandat. Le SPD lui choisit pour successeur Henning Scherf, qui établit une « grande coalition » et prend ses fonctions moins de deux mois plus tard, le 4 juillet.
Il siège au Bürgerschaft jusqu'en 1999, puis quitte la vie politique.

## Annexe